# Leopolis Jazz Fest
Leopolis Jazz Fest (до 2017 Alfa Jazz Fest) — международный джазовый фестиваль, который ежегодно проходит в июне во Львове (Украина). Первый фестиваль состоялся в 2011 году. В 2016 «The Guardian» отметила фестиваль в списке лучших европейских джаз-фестивалей.
В 2010 году инициатором создания фестиваля выступил бизнесмен Михаил Фридман.
Основателем и титульным спонсором фестиваля до 2017 года выступал «Альфа-Банк Украина» (c 2022 года Sense Bank) и фестиваль носил название Alfa Jazz Fest. В 2017 году было принято решение о переименовании фестиваля на Leopolis Jazz Fest, что указывает на место его проведения (Леополис — одно из древних названий Львова).
В 2017 году фестиваль был переименован, а руководство и управление фестивалем передано оргкомитету. В настоящее время все торговые марки и авторские права принадлежат оргкомитету. Управление фестивалем осуществляет команда менеджеров.
Организатор фестиваля: ОО "ЛЕОПОЛИС ДЖАЗ". 18 сентября 2024 зарегистрировано создание юридического лица Общественной организации «ЛЕОПОЛИС ДЖАЗ». Основным направлением деятельности организации является развитие и популяризация джазового музыкального искусства в Украине. Учредителями Организации выступила команда фестиваля 
Фестиваль проходит на трех сценах:
- Основная сцена фестиваля в парке им. Б. Хмельницкого — сцена имени Эдди Рознера (вход по билетам);
- Сцена на центральной площади Львова — площади Рынок (вход свободный);
- Сцена в исторической части города — дворик дворца Потоцких (вход свободный).

В 2011 году вместо сцены возле дворца Потоцких была задействована открытая сцена со свободным доступом, расположенная на улице Валовой.
Кроме концертов джазовых музыкантов из разных стран мира, во время фестиваля проходят джем-сейшены, мастер-классы и автограф-сессии мировых звезд джаза.
Ежегодно на гала-концерте фестиваля во Львове проходит вручение Международной музыкальной премии «Leopolis Jazz Music Awards» им. Эдди Рознера («Alfa Jazz Music Awards» до 2017 года). Премия учреждена с целью признания музыкантов, которые сделали значительный вклад в развитие джазовой музыки, а также с целью популяризации джазовой музыки. Победитель выбирается путём голосования членами широкого круга экспертов, среди которых музыкальные критики, выдающиеся деятели культуры, общественные и государственные деятели, журналисты и предприниматели из разных стран мира.

## Леополис Джаз Фест 2022 / 2023
Фестиваль отменен в связи с войной России против Украины. Команда фестиваля привлекает музыкантов к международной поддержке Украины:
- к Международному дню джаза 2023 был организован благотворительный онлайн показ концерта Lars Danielsson Group Liberetto III & INSO-Lviv с Leopolis Jazz Fest 2018;
- в традиционные дни фестиваля (последний уикенд июня) в 2023 году – благотворительные онлайн трансляции Leopolis Jazz Weekend, где каждый желающий может внести благотворительные взносы через официальную фандрейзинговую платформу UNITED24.

## Леополис Джаз Фест 2021
Десятый фестиваль Leopolis Jazz Fest состоялся 24-28 июня 2021 года. В течение пяти дней на сценах Leopolis Jazz Fest выступило около 200 музыкантов из 18 стран мира.

Хедлайнеры Leopolis Jazz Fest 2021: Seal, Chris Botti, Avishai Cohen Trio "Arvoles", Kamasi Washington, Jazz at Lincoln Center Orchestra with Wynton Marsalis, Jan Lundgren, Harold López-Nussa, Itamar Borochov, Kathrine Windfeld, Pianoбой.
Для гостей и жителей Львова работали две сцены в центре города со свободным доступом – на площади Рынок и во дворе Дворца Потоцких. Концерты прошли с участием ведущих европейских групп и коллективов из Австрии, Италии, Испании, Литвы, Люксембурга, Германии, Польши, Турции, Франции, Швеции и Швейцарии. Большинство выступлений на этих сценах традиционно состоялись при поддержке посольств и институтов.
Фестиваль прошел с соблюдением всех карантинных норм: количество гостей в партере и пикниковых зонах было значительно сокращено; для контроля количества людей вход в пикниковые зоны осуществлялся по билетам с символической стоимостью; все гости фестиваля, купившие билеты, а также музыканты, оргкомитет и подрядные организации проходили обязательное тестирование на коронавирус.
В этом году для гостей фестиваля работали три пикниковых зоны, где на больших светодиодных экранах транслировались концерты главной сцены им. Эдди Рознера. Самая большая пикниковая зона традиционно располагалась на территории стадиона "Юность" в парке им. Богдана Хмельницкого. Также удобно разместиться можно было в пикниковой зоне Киевстар у нижнего входа в парк. У верхнего входа в парк находилась пикниковая зона Старопрамен.
Обладателем международной музыкальной премии "Leopolis Jazz Music Awards 2021" стал Wynton Marsalis.
В дни фестиваля во Львове традиционно прошли мастер-классы для музыкантов и слушателей во Львовской национальной музыкальной академии имени Николая Лысенко.

## Леополис Джаз Фест 2020
Leopolis Jazz Fest 2020 перенесен на 2021 год. Юбилейный Х Фестиваль был запланирован на 25-29 июня 2020 года во Львове. Решение о переносе было принято из-за масштабного распространения коронавирусной болезни COVID-19 в мире. Новые даты фестиваля — 24-28 июня 2021 года (четверг-понедельник).

## Леополис Джаз Фест 2019
С 26 по 30 июня 2019 во Львове состоялся IХ Международный джазовый фестиваль Leopolis Jazz Fest. В течение 5 дней на сценах Leopolis Jazz Fest выступило около 300 музыкантов из 15 стран мира.
Среди хедлайнеров Leopolis Jazz Fest 2019: Adrien Brandeis — молодой французский джазовый пианист и композитор со многими наградами; Snarky Puppy, современные фьюжн и фанк музыканты, обладатели трех премий Грэмми; Etienne Mbappe & the Prophets — известный камерунский бас-гитарист и композитор; американский композитор, аранжировщик Kenny Barron со своим квинтетом; пианист, мультиинструменталист, вокалист, композитор Jon Cleary и его группа The Absolute Monster Gentlemen; всемирно известный пианист и композитор, обладатель 22 премий Грэмми — Chick Corea с проектом My Spanish Heart Band; американский вокалист и пианист Peter Cincotti; одна из самых известных британских певиц — Lisa Stansfield.

Сенсацией для гостей фестиваля стало выступление известной канадской певицы и пианистки Diana Krall, которая приехала в Украину впервые. Вместе с ней на сцену вышел звездный состав музыкантов среди которых: Joe Lovano — один из ведущих саксофонистов современности, уникальный гитарист Marc Ribot, который играет музыку в диапазоне от фри джаза до рок-музыки, Robert Hurst — один из ведущих джазовых контрабасистов, обладатель 7 наград Грэмми и известный барабанщик Karriem Riggins.

Необычным и захватывающим стало выступление одного из самых известных в мире вокальных импровизаторов, благодаря которому голос превратился в музыкальный инструмент — Bobby McFerrin со своей программой Gimme5 (circlesongs). Концертный зал в парке Богдана Хмельницкого превратился в импровизированный хор, насчитывавший около 80 человек.

Обладателем Международной музыкальной премии «Leopolis Jazz Music Awards» им. Эдди Рознера в 2019 году стал Kenny Barron.
Для гостей и жителей Львова работали две сцены в центре города со свободным доступом — на площади Рынок и во дворе Дворца Потоцких. Концерты состоялись при участии ведущих европейских групп и коллективов из Австрии, Дании, Израиля, Италии, Литвы, Люксембурга, Германии, Турции, Венгрии, Франции и Швейцарии. Большинство выступлений на этих сценах традиционно прошли при поддержке посольств и институтов.

Для гостей фестиваля работали две бесплатные пикниковые зоны, где на больших светодиодных экранах транслировались концерты главной сцены им. Эдди Рознера (пикниковая зона на главной аллее парка при поддержке компании «Киевстар» и Jazz Picnic на территории стадиона «Юность» в парке им. Богдана Хмельницкого). Гостей традиционно ждала очень насыщенная программа: ярмарка сувениров, развлечения для детей с интерактивной зоной, мастер-классами и каруселью, фуд-корты, концерты победителей фестиваля уличной музыки.

28 июня, в День Конституции Украины, на Сцена на площади Рынок выступил ТНМК, Восток-Side и биг-бэнд Денниса Аду с эксклюзивным шоу «Jazzy DeLuxe».
Традиционно в рамках Leopolis Jazz Fest состоялись мастер-классы для музыкантов и слушателей во Львовской национальной музыкальной академии имени Николая Лысенко.

Впервые на фестивале Leopolis Jazz Fest самая платформа украинских брендов — Всі.Свої — представила отдельную «территорию подарков» в зоне Jazz Picnic.

## Леополис Джаз Фест 2018
С 27 июня по 01 июля 2018 во Львове прошел восьмой Международный джазовый фестиваль под новым названием Leopolis Jazz Fest. На протяжении 5 дней на трёх городских сценах Львова выступило более 170 музыкантов из 16 стран мира.
Хедлайнеры Leopolis Jazz Fest 2018: Charles Lloyd & the Marvels featuring Bill Frisell, Reuben Rogers, Eric Harland and Greg Leisz — звездная группа the Marvels и легендарный американский джазовый музыкант-авангардист, саксофонист, флейтист Чарльз Ллойд, Jamie Cullum — яркий британский вокалист, пианист и композитор, обладатель премии Ronnie Scotts Jazz Award, R+R=NOW (Reflect + Respond = Now) — проект Роберта Гласпера, обладателя трех премий Гремми, Lee Ritenour and Dave Grusin feat. Melvin Lee Davis and Wes Ritenour — один из ведущих фьюжн и джаз-гитаристов, обладатель Грэмми, Ли Ритенур, и американский композитор, аранжировщик, продюсер, пианист и руководитель оркестра, десятикратный обладатель премии Грэмми, Дэйв Грусин, Ahmad Jamal — великий американский джазовый пианист, композитор и аранжировщик, Джейкоб Кольер — певец, композитор, аранжировщик и мультиинструменталист, Mario Biondi — итальянский соул-вокалист, Stefano Bollani- Napoli Trip — виртуозный итальянский пианист, композитор, певец и телеведущий, который выступил с проектом Napoli Trip, Marcus Miller — американский джазовый мультиинструменталист, композитор, продюсер, аранжировщик, двукратный обладатель Грэмми.
Также, на сцене Leopolis Jazz Fest выступил Lars Danielsson Group Liberetto III & INSO-Lviv. Гости фестиваля могли наблюдать специальную эксклюзивную программу для Leopolis Jazz Fest шведского контрабасиста, бас-гитариста, виолончелиста, композитора и аранжировщика Ларса Даниэльссона совместно с Академическим симфоническим оркестром INSO- Львов.
На сценах Leopolis Jazz Fest выступили лучшие джазовые исполнители из разных стран мира, среди которых: США, Великобритания, Швеция, Украина, Италия, Франция, Австрия, Швейцария, Израиль, Германия, Турция, Канада, Польша, Дания, Литва, Люксембург.
Обладателем Международной музыкальной премии «Leopolis Jazz Music Awards» им. Эдди Рознера в 2018 году стал Ahmad Jamal.
За последние несколько лет традицией фестиваля стало проведение концертов популярных украинских исполнителей ко Дню Конституции Украины. В рамках Leopolis Jazz Fest 2018 28 июня на сцене на пл. Рынок выступила группа ONUKA.
1 июля, по случаю Дня Канады, Посольство Канады в Украине подготовило для гостей фестиваля насыщенную программу: посещение Canada House/MaisonduCanada, традиционный завтрак с блинами, выставка Канадского Дома, уличный каток для хоккея, а также выступления канадских музыкантов.
В 2018 году Leopolis Jazz Fest начал сотрудничество с USAID. Проект доступности и экологичности фестиваля Leopolis Jazz Fest реализован при поддержке "Программы содействия общественной активности «Присоединяйся!». Во время проведения фестиваля состоялись тренинги для персонала и волонтёров по доступности фестиваля для людей с инвалидностью и экологическому сознанию.
Фестиваль был обеспечен необходимой инфраструктурой для людей с инвалидностью: отдельные платформы у сцен, пандусы, специальные резиновые и металлические ковры, доступные туалеты.
Для содействия экологическому сознанию на Leopolis Jazz Fest были размещены специальные контейнеры для сортировки и переработки мусора, а для детей работала детская площадка «Сортируем вместе».
По традиции на фестивале работали три пикниковые зоны со свободным доступом, в которых на больших светодиодных экранах можно посмотреть все концерты главной сцены им. Едди Рознера. Для гостей фестиваля были организованы мастер классы, многочисленные джемы и кинопоказы раритетных видео и джазовых фильмов, которые ежегодно готовит корифей украинского джазового движения Леонид Гольдштейн.
Также в рамках фестиваля проводился Street music, где на трёх площадках молодые музыканты получили возможность выступить перед аудиторией на улице.

## Альфа Джаз Фест 2017
С 23 по 27 июня 2017 во Львове прошел седьмой Международный джазовый фестиваль Leopolis Jazz Fest. В течение 5 дней на сценах Leopolis Jazz Fest выступило около 30 коллективов.
Среди хедлайнеров Leopolis Jazz Fest 2017: Gordon Goodwin's Big Phat Band — многократный номинант и обладатель премии Грэмми, а также номинант премии за 2016; Buika — испанская певица и композитор, неоднократный номинант Грэмми, обладательница двух Latin Grammys Awards, в 2017 году номинирована на Latin Grammys Awards 2016; Yellowjackets — одна из лучших в мировом джазе групп электрического джаза, обладатели пяти номинаций и двух премий Грэмми; China Moses — известная американская вокалистка, часто выступает с концертами для американского отделения ЮНЕСКО; Gregory Porter — один из самых успешных и популярных исполнителей джаза и музыки соул, американский певец и композитор, получил Грэмми в 2017 году за альбом «Take Me To The Alley» в категории «Лучший джазовый вокальный альбом»; Chucho Valdes — легендарный кубинский пианист-виртуоз, обладатель шести Грэмми и трех латинских Грэмми; «Mare Nostrum» — трио в составе Paolo Fresu, Richard Galliano, Jan Lundgren; Херби Хэнкок — выдающийся пианист и композитор, многократный обладатель различных премий, в том числе и Грэмми; Chick Corea Elektric Band — легендарная группа в составе 22-х кратный обладатель премии Грэмми Чик Кориа на фортепиано и клавишных, Дэйв Векл на барабанах, Джон Патитуччи на бас-гитаре, Эрик Мариенталь на саксофоне и Фрэнк Гамбале на гитаре.
Также в рамках фестиваля был представлен совместный проект легенд джаза и украинских музыкантов — израильский джазовый контрабасист, композитор, певец и аранжировщик Авишай Коэн выполнил свои пьесы вместе с Академическим симфоническим оркестром «INSO-Львов».
Традиционно в 2017 году была представлена широкая география участников: на фестивале выступили коллективы из Австрии, Великобритании, Израиля, Испании, Италии, Кубы, Германии, Люксембурга, США, Польши, Турции, Украины, Франции, Чехии, Швейцарии, Швеции. Всего за 5 дней фестиваль посетило более 200 музыкантов из 15 стран мира.
Обладателем Международной музыкальной премии «Leopolis Jazz Fest Awards» им. Эдди Рознера в 2017 году стал Chucho Valdes. Церемония вручения Премии традиционно состоялась в дни фестиваля.
Гостей фестиваля ждали мастер-классы, фотовыставка, джазовые кинопоказы и многочисленные джемы. Также фестиваль с каждым годом расширяет продолжительность. На этот раз на Сцене им. Е. Рознера и на Сцене Рынок концерты проходили в течение 5 дней, а на Сцене Потоцких — 4 дня.
Ко Дню Конституции на сцене фестиваля на пл. Рынок 28 июня выступила известная украинская певица, автор и исполнительница собственных песен Христина Соловій.
В рамках фестиваля работали три пикниковые зоны со свободным доступом, в которых на больших светодиодных экранах можно посмотреть все концерты главной сцены им. Едди Рознера.
На выбор гостей были организованы верхняя и нижняя пикниковые зоны, а также наибольшая — Jazz Picnic на территории стадиона «Юность» в Парке им. Б. Хмельницкого.

## Альфа Джаз Фест 2016
Шестой Международный джазовый фестиваль Alfa Jazz Fest состоялся 24-28 июня 2016 года во Львове. Традиционно на трех сценах в центре Львова выступили лучшие джазовые исполнители США, Европы и Украины.
Хедлайнеры Alfa Jazz Fest 2016:
Пэт Метини вместе с Антонио Санчесом, Линдой О, Гвиллимом Симкок; квартет Бренфорда Марсалиса вместе с Куртом Эллингом; Артуро Сандоваль; Дайан Ривз и Питер Мартин, Ромеро Лубамбо, Реджинальд Вила, Террион Галли; Эсперанса Сполдинг; трио Мишеля Камило и коллектив Ларса Даниэльссона.
В рамках фестиваля традиционно прошла церемония вручения Международной музыкальной премии «Alfa Jazz Fest Awards» им. Эдди Рознера. Обладателем премии «Alfa Jazz Fest Awards» им. Эдди Рознера в 2016 году стал Пэт Метини.
В День Конституции 28 июня на главной сцене фестиваля выступила Джамала с программой The Soul of Jamala. Впервые в истории фестиваля украинский артист выступил как хедлайнер на главной концертной площадке Alfa Jazz Fest.
Также в рамках мероприятия во второй раз прошел фестиваль уличной музыки Street Music by Alfa Jazz. Для выступления на уличных площадках во Львове организаторы пригласили индивидуальных исполнителей и молодые музыкальные группы разных стилей.
«К шестому году Alfa Jazz Fest вышел на уровень, когда его масштаб измеряется уже не просто неким количеством концертов и человекочасов, проведенных музыкантами на сцене. Это не просто строчка жирным шрифтом в культурном календаре года. Это доза целебного отвара, которая добавляет шансов на новую жизнь джазовой музыке в стране», шеф-редактор Cultprostir Игорь Панасов — о фестивале во Львове, который за шесть лет вырос в высокий замок джаза.
В 2016 «The Guardian» отметила фестиваль в списке лучших европейских джаз-фестивалей.

## Альфа Джаз Фест 2015
Пятый юбилейный джазовый фестиваль «Alfa Jazz Fest» состоялся 25-29 июня 2015 г. За пять дней во Львове выступило более 100 музыкантов из 10 стран: Германии, Австрии, США, Японии, Швеции, Кубы, Франции, Польши и Украины. Среди самых известных — легенды американского джаза Херби Хэнкок, Джордж Бенсон, Уэйн Шортер, Майк Стерн, кубинский кларнетист Пакито Д’Ривера, а также Хироми, известная джазовая пианистка родом из Японии.
Обладателем Международной музыкальной премии «Alfa Jazz Fest Awards» им. Эдди Рознера в 2015 году стал Херби Хэнкок, американский джазовый пианист и композитор, обладатель 14 премий Грэмми, один из наиболее влиятельных джазовых музыкантов XX столетия. Церемония вручения Премии традиционно состоялась в дни фестиваля во Львове.

## Альфа Джаз Фест 2014
Четвёртый Международный джазовый фестиваль Alfa Jazz Fest состоялся 12-15 июня 2014 во Львове.
Хедлайнеры Alfa Jazz Fest 2014: Ларри Карлтон, Ди Ди Бриджуотер, Элиан Элиаш, Miles Electric Band, Лаки Питерсон, Чарльз Ллойд.
Обладателем Международной музыкальной премии «Alfa Jazz Fest Awards» им. Эдди Рознера в 2014 году стал Чарльз Ллойд.
Церемония вручения Премии состоялась 14 июня 2014 года.
Концерты последнего дня фестиваля были отменены в связи с объявленным на Украине трауром по погибшим украинским военным на востоке государства.

## Альфа Джаз Фест 2013
13-16 июня 2013 во Львове прошел третий Международный джазовый фестиваль Alfa Jazz Fest.
Хедлайнеры Alfa Jazz Fest 2013: Dirty Dozen Brass Band (США); Авишай Коэн (Израиль); Тиль Брённер (Германия); Эл Ди Меола (США); Чарли Хейден Quartet West (США); Бобби МакФеррин (США).
15 июня 2013 на гала-концерте состоялась церемония вручения Международной музыкальной премии «Alfa Jazz Fest Awards» им. Эдди Рознера. В 2013 году Премию получил Чарли Хейден — американский контрабасист, один из самых известных джазовых музыкантов и композиторов, четырёхкратный обладатель премии Grammy Award.

## Альфа Джаз Фест 2012
1-3 июня 2012 года прошел второй Международный джазовый фестиваль Альфа Джаз Фест, который посетило более 30 000 гостей из разных стран.
Хедлайнеры Альфа Джаз Фест 2012: Kenny Garrett (США), Richard Bona Band (Камерун), Cassandra Wilson (США), John Patitucci Trio (США), Gino Vannelli Band (Канада), John McLaughlin the 4th Dimension (Великобритания).
В 2012 году в рамках фестиваля впервые состоялось вручение Международной музыкальной премии «Alfa Jazz Fest Awards» им. Эдди Рознера. Обладателем премии стал Джон Маклафлин — легендарный британский гитарист, играющий в стиле джаз-фьюжн.

## Альфа Джаз Фест 2011
Первый Международный джазовый фестиваль Альфа Джаз Фест состоялся во Львове 3-5 июня 2011 года.
Хедлайнеры Альфа Джаз Фест 2011: Spyro Gyra (США), John Scofield (США), Ron Carter (США), Bill Evans Soulgrass (США), Jeff Lorber Fusion Superband (США).